# Кай Густе
Кай Густе (нім. Kay Huste; нар. 8 листопада 1974, Берлін) — німецький боксер, чемпіон Європи (1998).
Кай — молодший брат боксера Фалька Густе.

## Спортивна кар'єра
Кай захопився боксом під впливом старшого брата Фалька.
Кай був шестиразовим чемпіоном Берліна. В 1990-х роках входив до складу збірної Німеччини та виграв кілька міжнародних турнірів.
На чемпіонаті світу 1997 в категорії до 60 кг Густе здобув дві перемоги, а в чвертьфіналі програв Олександру Малетіну (Росія).
На чемпіонаті Європи 1998 Густе переміг чотирьох суперників і став чемпіоном.
1999 року Кай перейшов до першої напівсередньої ваги і здобув право на виступ на Олімпійських іграх 2000.
На Олімпіаді Густе переміг Віктора Хуго Кастро (Аргентина) — 5-3, а в наступному бою зазнав поразки від Свена Паріса (Італія) — 11-17, після чого завершив виступи.